# Ларс Германдер
Ларс Вальтер Германдер (24 січня 1931 — 25 листопада 2012) — шведський математик, який «зробив найбільший внесок у сучасну теорію лінійних диференціальних рівнянь в частинних похідних» , лауреат Філдсівської премії 1962 року і премії Вольфа 1988 року. Його Аналіз лінійних диференціальних операторів з частинними похідними I–IV вважається стандартною роботою з предмету лінійних диференціальних операторів з частинними похідними.
Германдер захистив свою кандидатську дисертацію в 1955 році в Лундському університеті, потім він працював в Стокгольмському університеті, в Стенфордському університеті, в Інституті перспективних досліджень в Прінстоні. Він повернувся до Лундського університету, в якому пропрацював як професор з 1968 до 1996 року до виходу у відставку у ранзі почесного професора.
У 2006 році йому була присуджена Премія Лерой П. Стіла.

## Біографія

### Освіта
Германдер народився в М'яллбю, селі в Блекінге на півдні Швеції у родині учителя. Як і його старші брати і сестри, він навчався у місцевій початковій школі, середній школі у сусідньому місті до якого він їздив поїздом і гімназії в Лунді, яку закінчив у 1948 році.
У той час, коли він вступив до гімназії, він потрапив під експеримент скорочення періоду навчання з трьох до двох років і повсякденної зайнятості до трьох годин. Ця можливість працювати за власним планом більше, ніж університети Швеції пропонують сьогодні, підійшла Германдеру дуже добре. На нього також позитивно вплинув енергійний вчитель математики, доцент в Лундського університету, який заохотив його до вивчення математики університетського рівня.
Отримавши ступінь магістра з Лундському університеті в 1950 році, Германдер вступив у аспірантуру до Марселя Рісса. Він зробив свої перші дослідження в класичній теорії функцій і гармонійному аналізі, які стали «відмінною підготовкою для роботи в теорії диференціальних рівнянь». Він повернувся до рівнянь з частинними похідними, коли Рісс пішов у відставку, а Ларс Гардінг, який активно працював в цій галузі був призначений професором.
Германдер взяв річну перерву на військову службу з 1953 по 1954 роки, але через свою участь в оборонних дослідженнях зміг продовжити навчання навіть в цей час. Його кандидатська дисертацію Про теорію загальних диференціальних операторів з частинними похідними була закінчена в 1955 році, джерелом якої стали кандидатська робота Бернарда Мальгранжа і методи гіперболічних диференціальних операторів, розроблені Ларсом Гардінгом і Жаном Лері.

### Медаль Філдса і роки в США
Германдер звертається з проханням на призначення професором до Стокгольмського університету, але на той час, як його запит буде розглянутий, він тимчасово виїхав до США. Він провів квартали від зими до осені почергово в Чиказькому університеті, Канзаському університеті, Університеті Міннесоти, і, нарешті, в Інституті математичних наук Куранта в Нью-Йорку. Ці місця дозволяють йому багато чому навчитися в диференціальних рівняннях з частинними похідними, за винятком Чикаго, де він відвідував семінар Ентоні Зигмунда, яким керували Еліас Штайн і Гвідо Вайсс, для зміцнення своїх знань у гармонійному аналізі.
У теорію лінійних диференціальних операторів багато хто зробив свій внесок, але глибокі і найзначніші результати одержані Германдером, визначив керівник його докторської дисертації Ларс Гардінг.
Германдер отримав посаду професора на неповний час в Стенфорді в 1963 році, але незабаром після цього йому запропонували повну ставку викладача в Інституті дослідження ADVANCE. Спочатку він не хотів залишати Швеції, але спроби знайти посаду професора в Швеції не вдалися, і можливості проведення досліджень на постійній основі в математично дуже активному середовищі було важко протистояти, тому він прийняв пропозицію і відмовився як від Стенфорда так і від Стокгольма і розпочав працю в Інституті восени 1964 року. Протягом двох років важкої роботи він відчув, що навколишнє середовище в інституті було занадто вимогливим, і в 1967 році він вирішив повернутися в Лунд. До речі, він відзначає, що його найкращі результати в інституті були одержані в останній рік його роботи.

### Пізніші років
Германдер залишався професором Лундського університету після 1968 року, але зробив декілька поїздок до Сполучених Штатів протягом двох наступних десятиліть. Він відвідав Інститут Куранта в 1970 році, а також Інститут перспективних досліджень у 1971 році і протягом навчального року 1977–1978, коли був проведений рік мікролокального аналізу. Він також відвідав Стенфорд в 1971, 1977 і 1982 роках, і університет Каліфорнії, Сан-Дієго взимку 1990 року. Він був на короткий час директором інституту Міттаг-Леффлера в Стокгольмі в період між 1984 і 1986 роками, але приймає призначення тільки на два роки, тому що підозрює, що адміністративні обов'язки не добре узгоджуються з ним і пересвідчується в правильності здогаду. Він також займав посаду віце-президента Міжнародного математичного союзу в період між 1987 і 1990 роках. Германдера пішов у відставку у ранзі почесного професора в Лунді у січні 1996 року.
Він був членом Королівської шведської академії наук в 1968 році.
Він отримав в 1988 році премію Вольфа «за фундаментальну працю в сучасному аналізі, зокрема, за застосування псевдодиференціальних операторів і операторів інтеграла Фур'є до лінійних рівнянь з частинними похідними». 

## Важливі публікації
Його книга Лінійні диференціальні оператори з частинними похідними була значною мірою причиною його медалі Філдса, характеризується як «перший великий виклад цієї теорії». Він був опублікований у видавництві Springer-Verlag в 1963 році як частина наукової серії Grundlehren.
Германдер присвятив п'ять років на складання чотиритомної монографії Аналіз лінійних диференціальних операторів з частинними похідними, яка вперше була опублікована в період з 1983 по 1985 рік. Ця робота є ілюстрацією величезного розширення предмета протягом останніх 20 років, і вважається стандартом в цій галузі.. На додаток до цих робіт, він написав загальновизнане введення до багатовимірного комплексного аналізу, джерелом якого були його Стенфордські лекції 1964 року та написав статті по диференціальним рівнянням до Nationalencyklopedin.